# Битка при нос Пасаро
Битката при нос Пасаро (на английски: Battle of cape Passaro; на испански: Batalla del cabo Passaro) е решителното морско сражение от Войната на четворния съюз, състояло се на 11 август 1718 г. край южните брегове на остров Сицилия, която в този момент е окупирана от испанците. От една страна е испанският флот от 15 линейни кораба и 19 по-малки съда, командван от адмирал Антонио де Гастанета, а от друга – британският кралски флот от 22 линейни и 7 други кораба, под ръководството на сър Джордж Бинг.

## Ход на битката
В действителност битката се състои преди официалното обявяване на война през декември 1718 г., когато Испания вече води военни действия против Австрия и Савоя на островите Сардиния и Сицилия. Решени да помогнат на своите съюзници и да бдят за интересите си в Средиземно море, британците изпращат внушителна ескадра. Тя прехвърля австрийски войски в Сицилия и изглежда, че това ще бъде целта ѝ. Впоследствие обаче тя открива испанските кораби зле подредени и без да са заели отбранителна позиция. Това се дължи главно на факта, че испанците не предполагат агресивни намерения у англичаните, с които не са във война. Когато Бинг застига противниците си, те са разделени на три групи. Атаката е бърза и опустошителна, флагманът на Гастанета е прихванат от два британски кораба и пострадва тежко. Впоследствие той умира от раните си. В следобедните часове два линейни кораба, командвани от Балтазар де Гевара се оказват в състояние да помогнат на адмирала, но се оттеглят. В крайна сметка битката се разпада на множество малки сражения и завършва с триумф на британците.

## Последици от битката
14 линейни кораба и повечето от останалите за изгубени за испанците, с което техният флот практически престава да съществува. Общо 6000 испанци са убити или взети в плен, докато британците губят само 500.
Това сражение „не се нарежда до големите постижения на кралския флот, пише Е. Армстронг. То може да се сравни по-скоро... с други непредвидени инциденти“. Подобно е и отношението на А. Махън: „Сблъсъкът, който се случва, трудно може да се нарече битка и както обикновено в такива случаи, когато двете страни са в състояние на война без да е официално обявена, е съмнително доколко нападението от страна на англичаните е честно и морално приемливо“.
Сражението има огромни последици. Заради него испанската армия в Сицилия е изолирана и накрая разгромена, това е сериозна причина и за цялостното поражение на Испания. То става причина за силната неприязън на испанския народ към Великобритания.